# 瞼の母
『瞼の母』（まぶたのはは）は、長谷川伸の戯曲。1930年『騒人』3・4月号掲載。

## あらすじ
〔序幕〕
嘉永元年の春、若き博徒、金町の半次郎は下総の飯岡の親分を襲撃したあと母と妹のいる武蔵国南葛飾郡の実家に逃れていた。そこへ飯岡の子分、突き膝の喜八と宮の七五郎が敵討ちにやってくる。
半次郎を気にかけ、後を追ってきた旅の博徒番場の忠太郎が二人を斬り倒す。常陸の叔父のもとへ旅立つ半次郎に忠太郎は堅気になれと見送り、自身は生き別れた母を捜しに江戸へ向かう。
江戸では息子と生き別れたという三味線弾きの老婆と出会うが人違いだった。忠太郎は母親を背負って歩く男とすれ違い、うらやましく思う。
〔大詰〕
嘉永二年の秋、柳橋の料理茶屋「水熊」の前では無頼漢、素盲の金五郎が後家のおかみの婿に入って「水熊」を乗っ取ろうとたくらんでいた。店から元夜鷹の老婆おとらが叩きだされるのを見た忠太郎は声をかけ、店のおかみが江州に子を置いてきたと聞き出す。
「水熊」のおかみおはまの居間では娘のお登世が着物を着替え客の前に出て行くところ。店のおかみに会いたがる男と板前が喧嘩している声がおはまの耳に入る。強情な男を追い出してやろうとおはまは男を部屋に入れる。
おはまと対面した忠太郎は、江州阪田郡、醒が井の磨針峠（すりはりとうげ）の宿場、番場のおきなが屋忠兵衛という旅籠屋について尋ねる。おはまはそこへ嫁いでいたこと、息子の忠太郎が五つの時に家を出たことを認めるが、息子は九つで死んだと言ってきかない。
金目当てだと疑うおはまに、忠太郎はもし母親が困窮していた時のために貯めていたという金百両を胴巻から出すが、おはまの冷たい態度は変わらない。忠太郎は落胆して店を去る。
すれ違いにおはまの元へ戻ってきたお登世はおはまを説得、おはまは娘可愛さに邪険にしたことを後悔して泣き出す。素盲の金五郎が恩を売るため浪人の鳥羽田要助と忠太郎を追ったと聞いたおはまとお登世は駕籠で追いかける。
夜明けの荒川堤、忠太郎は鳥羽田に襲撃されるが斬り倒す。おはまとお登世が忠太郎の名を呼び探すが忠太郎は返事をしない。二人があきらめて去ったあと忠太郎は反対方向に歩き出す。「俺あ、こう上下の瞼を合せ、じいッと考えてりゃあ、逢わねえ昔のおッかさんのおもかげが出てくるんだ――それでいいんだ。逢いたくなったら俺あ、眼をつぶろうよ。」忍び寄ってきた金五郎を斬り倒し、忠太郎は再び旅に出る。

## 登場人物
番場の忠太郎（ばんばのちゅうたろう）
旅姿の博徒。30歳すぎ。番場の旅籠屋「おきなが屋忠兵衛」に生まれるが5歳で母のおはまと別れ、12歳で父も死去。以後やくざの世界に生きるが、母恋しさにばくちで貯めた百両を懐に江戸へ行く。
おはま
料理茶屋「水熊」の女主人。52歳だが年より若く見える。忠太郎とお登世の母。
お登世（おとせ）
おはまの娘。18,9歳。
素盲の金五郎（すめくらのきんごろう）
30代の無頼漢。
鳥羽田要助（とばたようすけ）
武芸の心得はあるが、酒毒で顔に赤い斑がある浪人。
おとら
50過ぎの老婆。若いころはおはまと仲がよかったが、今は邪魔者扱いされている。
金町の半次郎
若い博徒。忠太郎の助太刀でやくざから足を洗う。

## 出版書誌
- 1936年、新小説社刊。
- 2008年、長谷川伸傑作選、国書刊行会刊。

## 演劇
- 瞼の母（1931年、新歌舞伎、13世守田勘弥主演）
- 瞼の母（1961年、新国劇、島田正吾・久松喜世子主演）
- 瞼の母（2008年、草彅剛主演、大竹しのぶ出演）

## 映像化作品

### 映画
- 番場の忠太郎 瞼の母（1931年、稲垣浩監督、片岡千恵蔵・山田五十鈴主演、白黒無声映画）
- 瞼の母（1952年、佐伯幸三監督、堀雄二・三益愛子主演、白黒映画）
- 番場の忠太郎 （1955年、中川信夫監督、若山富三郎主演、白黒映画）
- 瞼の母　（1962年、加藤泰監督、中村錦之助 (萬屋錦之介)・大川恵子主演）

### テレビドラマ
- 1957年、日本テレビ、島田正吾主演。
- 鶴田浩二シリーズ第1回（1959年、フジテレビ、鶴田浩二主演）
- 新国劇アワー（1960年、KRテレビ、島田正吾主演）
- 名作菊五郎劇場（1961年、NETテレビ、板東鶴之助主演）
- 夜の十時劇場（1961年、フジテレビ、十七代目中村勘三郎主演）
- 長谷川伸シリーズ第28話（1973年、NETテレビ、高橋英樹主演）

## 漫画化作品
- 劇画・長谷川伸シリーズ 瞼の母（作画：小林まこと、講談社『イブニング』2013年15号 - 2014年6号）

## 楽曲化作品

### 浪曲
- 瞼の母（中村富士夫）
- 瞼の母（二葉百合子）
- 瞼の母（国本武春）

### 歌謡曲
- 長谷川伸原作「瞼の母」より母恋鴉（天童よしみ）
- 瞼の母（中村美律子）
- 番場の忠太郎（氷川きよし）
- 瞼の母（鏡五郎）
- 番場の忠太郎（鏡五郎）
- 長編歌謡浪曲　長谷川伸名作シリーズ　「瞼の母」（三波春夫）
- 瞼の母（島津亜矢）

## 銅像等
滋賀県米原市番場の国道21号沿いには主人公の「番場の忠太郎」の銅像（高さ1.75m、幅70cm）があった。飲食店「忠太郎食堂」経営者が設置したもので、閉店後行方不明になっていたが、2022年3月に長浜市で発見され、番場史蹟顕彰会により番場のシンボルとして現地に戻される計画である。
また、米原市の蓮華寺には長谷川伸と地元住民らにより1958年に建立された「忠太郎地蔵尊」がある。蓮華寺では夏に「忠太郎地蔵まつり」が開催されている。